# فرودگاه آروا
فرودگاه آروا (به انگلیسی: Arua Airport) یک فرودگاه همگانی، غیرنظامی با کد یاتا RUA است که یک باند فرود سنگفرش دارد و طول باند آن ۱۷۰۰ متر است. این فرودگاه در شهر آروا، اوگاندا کشور اوگاندا قرار دارد و در ارتفاع ۱۲۰۴ متری از سطح دریا واقع شده‌است.

## شرکت‌های هواپیمایی و مقصدهای پروازی
| شرکت‌های هواپیمایی | مقصدهای پروازی |
| ----------------- | -------------- |
| Eagle Air         | انتبه، ایی     |